# گیورگی ساآکادزه
گیُرْگی ساآکادْزِ (به گرجی: გიორგი სააკაძე) معروف به موراوی بزرگ (زادهٔ ۱۵۷۰، درگذشت ۳ اکتبر ۱۶۲۹ میلادی) فرمانده نظامی و سیاستمدار گرجی بود که در اوبل قرن هفدهم میلادی، نقش مهمی در مناسبات سیاسی گرجستان ایفا کرد.

## زندگی‌نامه
خاندان ساآکادزه از خرده اشراف‌های گرجستان بودند. پدر او، سیاوش، به پاس خدمات صادقانه به سیمون یکم، پادشاه کارتلی، به مقام و منصب رسیده بود، و ساآکادزه از اوایل زندگی کاری اش به حرفهٔ نظامی‌گری پرداخت. ساآکادزه که در سال ۱۶۰۸، در زمان حکومت لوارساب دوم بر کارتلی، به مقام «موراوی» تفلیس و تسخینوالی رسیده بود، در سال ۱۶۰۹، حملهٔ ارتش امپراتوری عثمانی را دفع کرده و آن‌ها را در نبرد طاشیسکاری شکست داد و این‌گونه باعث ابقای لوارساب دوم در تاج و تخت شد و خود نیز به پاداش این کار، اعتبار و و نفوذ ویژه‌ای پیدا کرد. در سال ۱۶۱۱، پادشاه لوارساب دوم با ماکرینه (خواهر ساآکادزه) ازدواج کرد که باعث رنجش اشرف و بدگمانی نسبت به ساآکادزه شد که از رتبهٔ خرده اشرفی به قدرتمندترین مرد کارتلی تبدیل شده بود. دشمنی بین دو دستهٔ اشرافی به سرکردگی شاهزاده پارسادان تسیتسیاشویلی و شادیمان باراتاشویلی از یک طرف و ساآکادزه در طرف دیگر، در سال ۱۶۱۲ به اوج رسید و تهدید جانی برای ساآکادزه، او رامجبور به ترک گرجستان کرد. ساآکادزه به ایران آمده و به اسلام گروید. او با به نمایش گذاشتن قدرت نظامی خود در جنگ بین امپراتوری صفوی و امپراتوری عثمانی به سرعت مورد اطمینان شاه عباس یکم قرار گرفته و مشاور شاه عباس در امور مرتبط با گرجستان شد.
در سال ۱۶۱۴، ساآکادزه با هدف انتقام از لوارساب و اشراف تحت حمایت او، شاه عباس را در حمله به گرجستان و براندازی حکومت لوارساب یاری نمود. بدین ترتیب حکومت لوارساب مسیحی پایان یافته و باگرات هفتم از طرف شاه عباس به پادشاهی کارتلی رسید. شاه عباس در سال ۱۶۱۹، ساآکادزه را به نایب السلطنگی باگرات منصوب کرد و ساآکادزه تبدیل به حاکم دفاکتو کارتلی شد. در پی خصومات امپراتوری صفوی با امپراتوری عثمانی، ساآکادزه از سال ۱۶۲۱ تا ۱۶۲۳ یکی از فرماندهان ارتش امپراتوری صفوی شد. فعالیت‌های نظامی او باعث شد تا شاه عباس او را به عنوان یکی از افسران قرچاغای خان بگمارد که فرمانده یک لشکر قدرتمند ۳۵۰۰۰ نفری برای سرکوب قیام گرجی‌ها در گرجستان بود. ساآکادزه که با رهبران قیام – زوراب آراگوِلی برادر ناتنی خودش و تیموراز یکم پادشاه کاختی – هم پیمان بود، پس از رؤیت دستور شاه عباس به قرچاغای، مبنی بر قتل ساآکادزه، لشکر ۳۵۰۰۰ نفری امپراتوری صفوی را در نبرد مارتقوپی در ۲۵ مارس ۱۶۲۵ نابود کرد، به‌طوری‌که فقط یک دهم از آنان زنده ماندند. پس از آن، ساآکادزه تصمیم به نابودی عشایر ترکی گرفت که توسط صفویان در گرجستان ساکن شده و جایگزین جمعیت کشته شده و تبعید شدهٔ گرجی‌ها بودند. او همچنین به پادگان‌های نظامی صفویان حتی در گنجه و قره باغ حمله کرد. شاه عباس، در اقدامی جهت انتقام از ساآکادزه، برادر کوچکتر او به نام «پاآتا» را به قتل رسانده و سر بریدهٔ او را به گرجستان فرستاد. طولی نکشید که لشکرکشی انتقام جویانهٔ صفویان به گرجستان انجام شد و آن‌ها پیروزی ارزشمندی را در مقابل گرجی‌ها در نبرد مارابدا به دست آوردند. ساآکادزه چریک‌های قدرتمندی را سازماندهی کرد که مقاومت آن‌ها شاه عباس را مجبور کرد تا سلطنت تیموراز یکم را به رسمیت بشناسد.
اتحاد سران گرجی خیلی زود از هم گسست. مخالفت ساآکادزه در کنترل کارتلی توسط تیموراز، منجر به منازعاتی شد که در اواخرسال ۱۶۲۶ به اوج خود رسید و منجر به نبرد برادرکشی بازالتی شد که در آن، نیروهای سلطنتی به پیروزی رسیده و ساآکادزه به استانبول تبعید شد. ساآکادزه در عثمانی، به فرمان ابراهیم یکم، فرماندار ولایت قونیه شده و در سال ۱۶۲۷–۱۶۲۸ در ارزروم و مسختی با صفویان به جنگ پرداخت. ساآکادزه توسط خسرو پاشا متهم به خیانت شده و در ۳ اکتبر ۱۶۲۹، همراه پسرش آوتاندیل، شاهزاده کیخسرو موخرانی و چند گرجی دیگر، در حلب به قتل رسیدند.
بعدها، یورام، آخرین پسر بازماندهٔ ساآکادزه، به رتبهٔ شاهزادگی در گرجستان دست یافته و خاندان اشرافی تارخان-موراوی را بنیان نهاد.

## در فرهنگ

تندیسی از گیورگی ساآکادزه در تفلیس

گذران عمر گیورگی ساآکادزه همیشه مورد اختلاف نظرات بر سر نقش او در تاریخ گرجستان بوده‌است. برخی از مورخان گرجستان از جمله شاهزاده واخوشتی موخرانی گرجی و ماری-فلیسیته بروسه فرانسوی، ساآکادزه را فئودالی ماجراجو و سپه سالاری جاه طلب معرفی می‌کنند که در چرخه‌ای از آشفتگی‌ها و توطئه‌ها قرار گرفته که تاریخ قرن هفدهم گرجستان را سیر کرده‌است.
نخستین فعالیت در جهت زنده کردن یاد ساآکادزه، سرودن منظومه‌ای به نام «დიდმოურავიანი» (منظومهٔ موراوی بزرگ)، توسط یوسب تبیلیسلی، مطرانی خویشاوند ساآکادزه بوده که از سال ۱۶۸۱ تا ۱۶۸۷ میلادی انجام شده‌است. از اوایل قرن بیستم، چند نویسندهٔ گرجی نیز فعالیت‌هایی انجام داده‌اند، در جهت اهمیت دادن به جنبه‌های مثبت سرگذشت ساآکادزه، خصوصاً قیام ۱۶۲۵ مارتقوپی، قیامی که شاه عباس را در هدفش که تبدیل سرزمین‌های شرقی گرجستان به خان‌نشین قزلباشها بود، ناکام گذاشت.
در دههٔ ۱۹۴۰، در جریان تبلیغات نظامی استالین مربوط به جنگ جهانی دوم، ساآکادزه به عنوان نماد ارشد میهن‌پرستی گرجستان معرفی شد. در اکتبر ۱۹۴۰، استالین طی یک اظهار نظر رسمی دربارهٔ ساآکادزه گفت: امیدهای موراوی بزرگ برای «وحدت گرجستان، از طریق تأسیس یک سلطنت مستبد و نابودی قدرت شاهزاده‌ها» جریان داشته‌است. در اقدامی جهت تقویت ناسیونالیسم گرجی برای بهره‌گیری از آن در کسب وفاداری مردمی در طول جنگ با آلمان، استالین خودش درگیر ویرایش فیلمنامهٔ یک فیلم حماسی به نام گیورگی ساآکادزه از کارگردان گرجی میخائیل چیائورلی در سال ۱۹۴۲–۱۹۴۳ شد. استالین فیلمنامهٔ یک نویسندهٔ گرجی به نام گیورگی لئونیدزه را رد کرده و با فیلمنامهٔ آنا آنتونوفسکایا و بوریس چنری موافت کرد، فیلمنامه‌ای اقتباسی از رمان ۶ جلدی «Великий Моурави» (موراوی بزرگ) از آنتونوفسکایا، برندهٔ جایزهٔ استالین در سال ۱۹۴۲.
این فیلم، ساآکادزه را، در اصل، ارباب و سلحشوری گمنام توصیف کرده که قربانی تدابیر و دسیسه‌های حاکمان فئودالی بوده که حتی میهن خود را نیز قربانی منافع شخصی خود کرده‌اند. این فیلم، عملاً از هر اشاره‌ای به مخاطرات شخصی ساآکادزه و شرح او به عنوان یک رهبر مردمی علیه متجاوزان خارجی اجتناب می‌کند. در جو رایج سوءظن‌ها و جاسوسی‌ها در آن دورهٔ شوروی، این فیلم در تبلیغات شایع آن زمان به کار گرفته می‌شد. به‌کارگیری این فیلم در تبلیغات، با اهمیت دادن به خیانت تهدیدآمیز به رهبر مردمی و همچنین کشور، انجام می‌گرفت، و مجازاتی ظالمانه بود. همچنین، لشکر ۷۹۷ ارتش آلمان نازی، به کنایه، «گیورگی ساآکادزه» نامیده می‌شد. این لشکر یکی از لشکرهای لژیون گرجی تشکیل شده توسط آلمانی‌ها برای جنگ با شوروی بود.

## نگارخانه

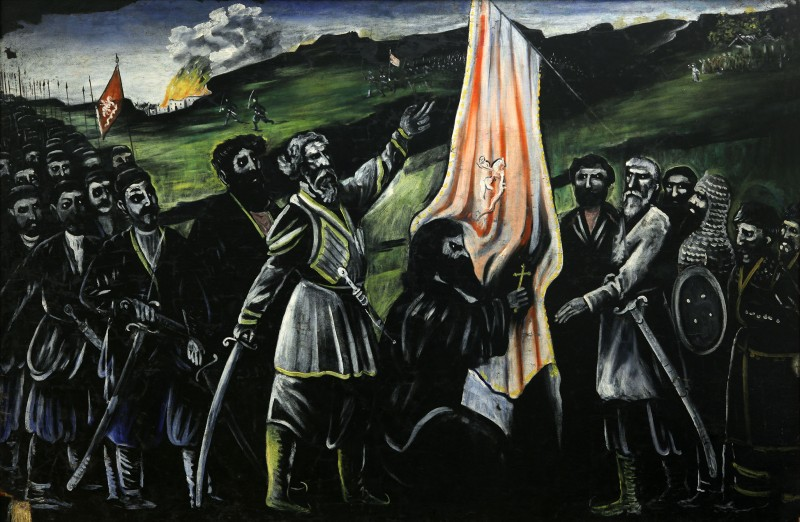
دفاع گیورگی ساآکادزه از گرجستان در برابر متجاوزان، اثر نیکو پیروسمانی ۱۹۱۳
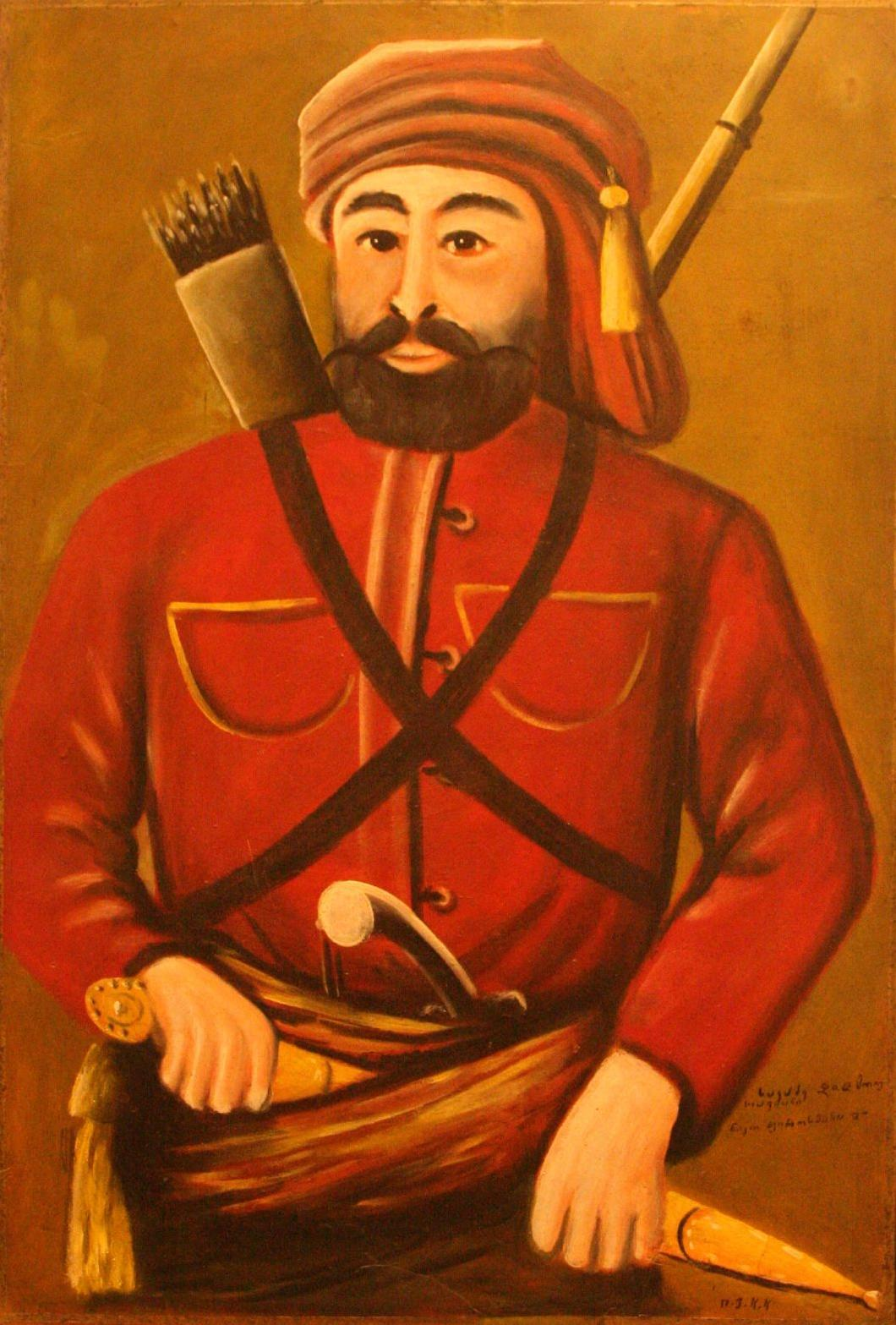
گیورگی ساآکادزه، اثر نیکو پیروسمانی
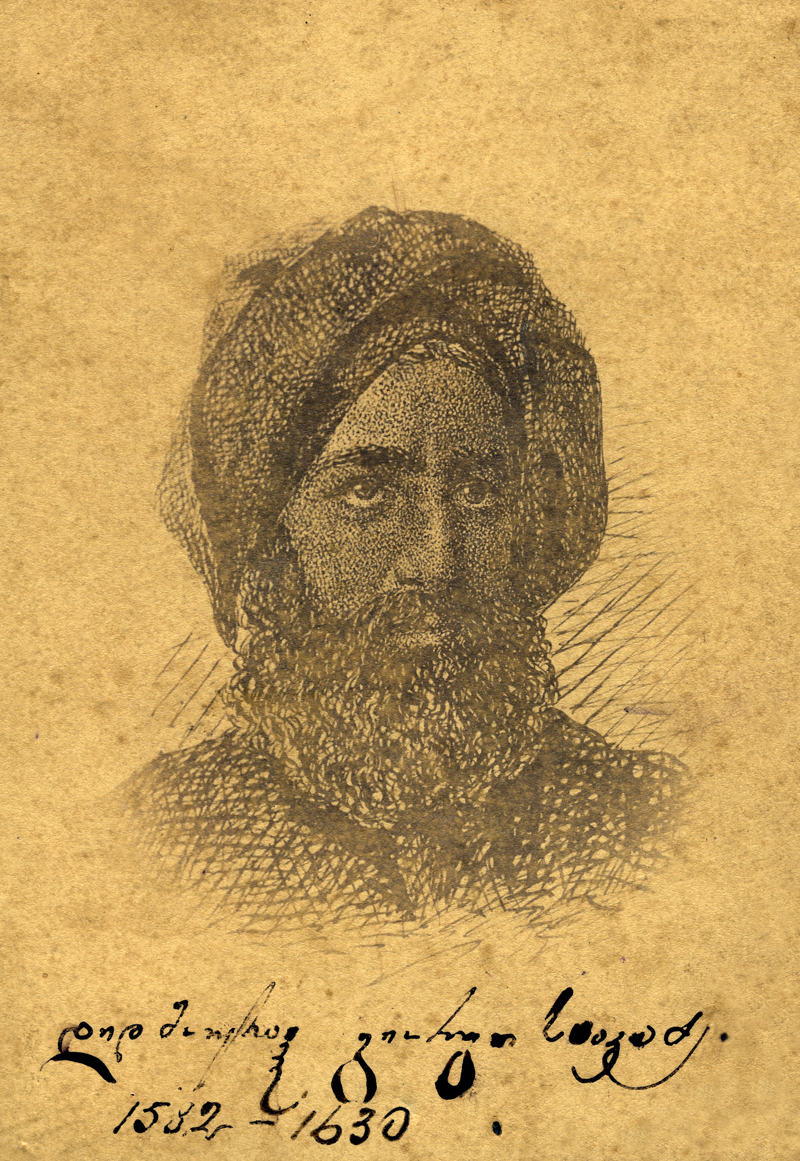
گیورگی ساآکادزه
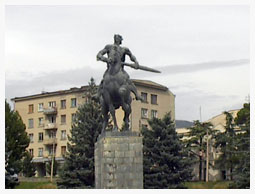
تندیسی از گیورگی ساآکادزه در شهر کاسپی
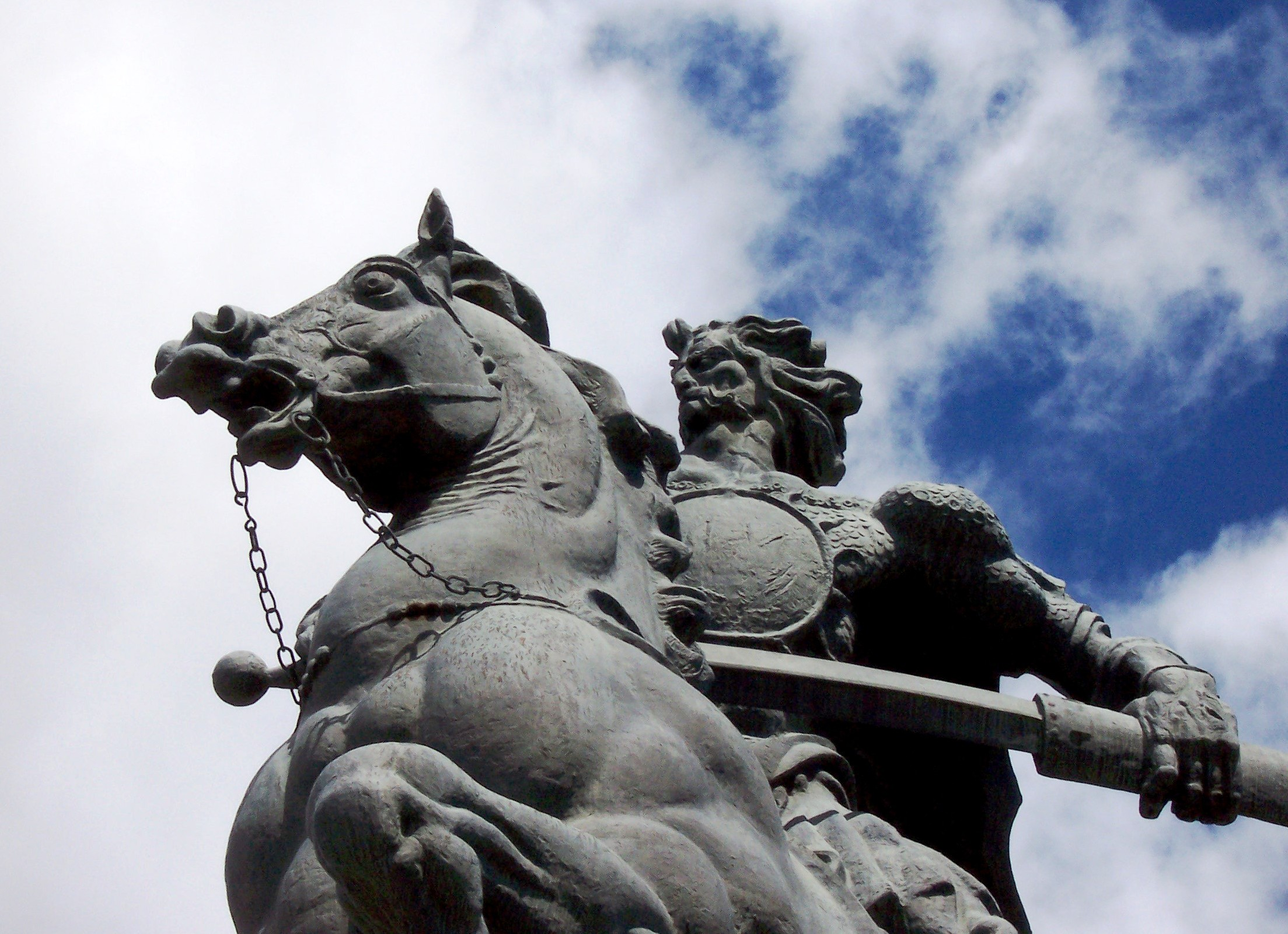
تندیسی از گیورگی ساآکادزه در تفلیس